# Kartographie (Syntax)
Kartographie ist in der Sprachwissenschaft eine Forschungsrichtung im Bereich der Syntax (also dem Teil der Sprachwissenschaft, der sich mit dem Aufbau von Wörtern zu größeren Einheiten befasst).
Grundgedanke der Kartographie ist, dass syntaktische Strukturen nach gewissen festgegebenen Mustern aufgebaut sind, die möglicherweise in allen Sprachen gleich sind. In anderen Worten: Der hierarchische Aufbau von Sprache ist nach Ansicht von syntaktischen Kartographen fest. Dieser, oft sehr feinkörnige, Aufbau wird als Karte bezeichnet. Die kartographische Syntax gilt als Teilbereich der Generativen Tradition der Sprachwissenschaft und gehört in den Bereich des Minimalistischen Programms. Das Minimalistische Programm und die Kartographie komplementieren in gewisser Weise einander: während der Minimalismus sich auf die Rolle von uninterpretierbaren Merkmalen und Berechnungsmechanismen fokussiert, befasst sich die Kartographie in erster Linie mit dem Inventar interpretierbarer Merkmale und ihren hierarchischen und linearen Beziehungen zueinander. Als Begründer der Kartographie zählen unter anderem die beiden italienischen Sprachwissenschaftler Luigi Rizzi und Guglielmo Cinque.

## Geschichte
Die Wurzeln des kartographischen Ansatzes liegen in den 1980er Jahren mit dem vermehrten Aufkommen funktionaler Köpfe in syntaktischen Analysen. Funktionale Köpfe sind Minimalprojektionen funktionaler Kategorien, wie z. B. Kongruenz (Agr) oder Tempus-Aspekt-Modus (TAM). Sie unterscheiden sich von lexikalischen Köpfen in dem Aspekt, dass sie nicht Teil lexikalischer Kategorien wie Verben (V) oder Substantiven (N) sind.
In der Arbeit von Guglielmo Cinque aus dem Jahr 1999 wurde die kartographische Methode verwendet, um eine detaillierte Karte der Struktur eines Satzes zu erstellen. In dieser Arbeit schlägt Cinque eine feste, universale Hierarchie der funktionalen Projektionen in Sätzen vor.
In der Literatur wird im Allgemeinen davon ausgegangen, dass Adverbien die Position von Adjunkten in der syntaktischen Struktur einnehmen. Cinque argumentiert hingegen, dass eine solche Analyse problematisch sei, da Adjunkte viele verschiedene Positionen einnehmen können, die für Adverbien nicht immer grammatisch sind. Er schlägt deshalb vor, Adverbien als Spezifizierer verschiedener maximaler Projektionen zu analysieren. Nach einer umfassenden cross-linguistischen Untersuchung war eine seiner Beobachtungen, dass Adverbien aus verschiedenen semantischen Klassen in allen Sprachen eine feste Reihenfolge haben. Eine weitere Beobachtung war, dass die funktionalen Köpfe, welche morpho-syntaktische Eigenschaften ausdrücken, ebenfalls einer festen Hierarchie folgen. Vergleicht man diese beiden Hierarchien (d. h., die Hierarchie der Adverbien (AdvP) und die der funktionalen Köpfe), so stimmen Anzahl, Art, und relative Reihenfolge der Komponenten überein.
```
(1a)                                 (1b)
```

```
habitueller Aspekt                    habituelle AdvP
  frequentativer Aspekt                 frequentative AdvP
    kontinuierlicher Aspekt               kontinuierliche AdvP
      retrospektiver Aspekt                 retrospektive AdvP
        durativer Aspekt                      durative AdvP
          kompletiver Aspekt                    kompletive AdvP
            Verb                                  Verb
```

(Auszug aus Cinque (2012), welche die beiden vorgeschlagenen syntaktischen Hierarchien nebeneinander darstellt (die vollständige Hierarchie findet sich in der zitierten Quelle). Die Hierarchie in 1a) besteht aus funktionalen Köpfen (Modus, Tempus, Modalität, Aspekt und Diathese). Die Hierarchie in 1b) besteht aus Adverbien, die zu verschiedenen semantischen Klassen gehören).
Eine weitere einflussreiche Entwicklung, die dazu beigetragen hat, die Eigenschaften des kartographischen Modells zu formen, war das von Noam Chomsky eingeführte Modell der Prinzipien und Parameter. Dieses Modell befasst sich mit der Invarianz und der Variabilität natürlicher Sprachen und besagt, dass Sprachen zwar auf oberflächlicher Ebene eine große Variabilität aufzuweisen scheinen, dass aber die Abstraktion auf einer tieferen Ebene die Grenzen der möglichen Variation aufzeigen kann. Das Modell der Prinzipien und Parameter hat zu neuen Untersuchungen in bisher wenig untersuchten Sprachen mit neuen empirischen Erkenntnissen geführt.
Die kartografische Methode ist als heuristisches Modell zu verstehen, welches neue empirische Erkenntnisse und Generalisierungen bringen kann. Laut Cinque & Rizzi kann die kartographische Methode für die vergleichende Syntaxforschung, aber auch für die Untersuchung der Gemeinsamkeiten zwischen den Sprachen nützlich sein. In diesem Fall ist sie eher ein Forschungsthema als ein -programm, da sie ein Werkzeug für strukturelle Analysen bietet.

## Grundprinzipien
Die kartographische Theorie orientiert sich nach dem von Noam Chomsky vorgeschlagenen Uniformitätsprinzip:
„In Abwesenheit überzeugender gegenteiliger Belege wird davon ausgegangen, dass Sprachen uniform sind und sich die Varietät auf leicht erfassbare Eigenschaften von Äußerungen beschränkt.“
Bei diesem Ansatz werden Sprachen als einheitlich strukturiert betrachtet. Es wird davon ausgegangen, dass, obwohl einige Sprachen grammatische Merkmale auf sichtbare Weise ausdrücken oder kodieren und andere nicht, die zugrunde liegende funktionale Abfolge immer dieselbe ist. Es wird auch angenommen, dass die Variabilität in der Reihenfolge der funktionalen Elemente durch Bewegungsoperationen erklärt werden könnte, die durch andere Einflüsse ausgelöst werden (z. B. Informationsstruktur oder Skopus).
Unter der Annahme, dass es eine Eins-zu-eins-Beziehung zwischen einem syntaktischen Merkmal und einem Kopf gibt, würde innerhalb einer Hierarchie funktionaler Kategorien jedes zu einem funktionalen Element gehörende morpho-syntaktische (overt oder kovert realisierte) Merkmal einem Kopf mit einer festen Reihenfolge in der Hierarchie zugeordnet werden.
Frühere Untersuchungen haben gezeigt, dass das Inventar der funktionalen Elemente sehr reichhaltig ist und fast 150 verschiedene funktionale Elemente umfasst. Während die Position der funktionalen Elemente in der Hierarchie in einigen untersuchten Sprachen relativ konstant war, wurde festgestellt, dass die Hierarchie in anderen nicht zutraf. So wurde beispielsweise in Cinque (1999) gezeigt, dass einige funktionale Kategorien wie NegP (Negation) und AgrP (Kongruenz) unterschiedliche Positionen einnehmen können.
Das Ziel der Kartographie besteht also darin, strukturelle Karten zu erstellen, die syntaktische Konfigurationen ausdrücken. Dies geschieht durch Betrachtung der Eigenschaften der funktionalen Elemente und der Art und Weise, wie sie miteinander interagieren, um scheinbar feste funktionale Hierarchien zu bilden.

## Methodik
Der methodische Kern der kartographischen Syntax ist die sogenannte 'transitive Methode', welche im Folgenden zunächst abstrakt, und dann anhand eines konkreten Beispiels erläutert wird. Bei der transitiven Methode werden zunächst zwei Elemente A und B miteinander kombiniert, um deren relative Abfolge zueinander zu bestimmen. In der Regel neigen Sprachen dazu, eine der beiden möglichen Abfolgen zu präferieren, also z. B. AB, aber nicht *BA (wobei der Stern markiert, dass es sich um keine wohlgeformte Abfolge handelt). Anschließend wird die relative Abfolge weiterer Elemente getestet, z. B. die Kombination der Elemente B und C. Nehmen wir an, es gilt BC, aber nicht *CB, so können wir daraus transitiv ableiten, dass AC und nicht *CA gelten müsste (wenn A vor B kommt und B vor C kommt, so muss auch A vor C kommen). Dies kann anschließend getestet werden.
Dies lässt sich im Deutschen z. B. anhand von Adjektiven zeigen. Kombinieren wir ein evaluatives Adjektiv, das eine subjektive Einschätzung eines Sprechers ausdrückt (z. B. schön), mit einem Adjektiv, das die Größe des Objekts angibt (z. B. klein), so erhalten wir folgendes Resultat:
```
(2) a.  Ein schöner großer Ball.
    b. #Ein großer schöner Ball.
```

```
    Evaluativ > Größe
```

Aus den Daten in (2) geht hervor, dass die präferierte Abfolge von evaluativen Adjektiven und größenbeschreibenden Adjektiven Evaluativ > Größe ist. Zu beachten gilt, dass die Abfolge in (1b) nicht vollkommen ausgeschlossen ist. Sie ist nur markiert (d. h. ungewöhnlich), weswegen sie mit einer Raute markiert wurde. Tatsächlich lässt sich diese Abfolge in gewissen Diskurssituationen sogar problemlos äußern, nämlich dann, wenn das Adjektiv großer betont wird. Da sich durch eine solche Fokussierung jedoch fast jede Reihenfolge umkehren lässt, lassen wir sie hier außen vor. Unter neutralen Bedingungen gehen evaluative Adjektive Größenadjektiven im Deutschen voran. Obwohl dies hier nur am Beispiel zweier einzelner Adjektive getestet wurde, gilt dies für alle Adjektive beider Klassen. Die Erkenntnis, dass evaluative Adjektive im Deutschen vor Größenadjektiven stehen, ist bisher lediglich eine empirische Beobachtung und theorie-unabhängig.
Nun testen wir eine weitere Adjektivklasse, z. B. Farbadjektive, und testen, ob wir Reihenfolgeeffekte hinsichtlich der Größenadjektive feststellen. (3) legt nahe, dass dies der Fall ist und die präferierte Abfolge Größe > Farbe ist.
```
(3) a.  Ein großer blauer Ball.
    b. #Ein blauer großer Ball.
```

```
    Größe > Farbe
```

Nach dem Prinzip der Transitivität ergibt sich aus den Reihenfolgen Evaluativ > Größe und Größe > Farbe nun die Hypothese Evaluativ > Farbe. Dies kann nun getestet werden:
```
(4) a.  Ein schöner blauer Ball.
    b. #Ein blauer schöner Ball.
```

```
    Evaluativ > Farbe
```

Die Hypothese scheint zuzutreffen, es scheint also folgende Reihenfolge für evaluative Adjektive, Farbadjektive und Größenadjektive zu gelten:
```
Evaluative Adjektive > Größenadjektive > Farbadjektive
```

Tatsächlich gibt es zahllose andere Adjektivklassen, die sich ebenfalls relativ restriktiv in ihren Abfolgen gegenüber anderen Klassen verhalten. Ähnliche Beschränkungen gelten nicht nur für das Deutsche, sondern, soweit bekannt, für alle Sprachen der Welt. Es stellt sich nun die Frage, wie eine syntaktische Theorie solche Strukturen modellieren oder gar vorhersagen kann. In älteren Versionen der Generativen Syntax wurden Adjektive als sogenannte Adjunkte modelliert. Das Problem mit diesem Ansatz ist jedoch, dass Adjunkte definitionsgemäß relativ frei in eine Struktur einsetzbar sind. Eine Adjunktanalyse sagt entsprechend vorher, dass wir eben keine Abfolgeeinschränkungen finden sollten. Dies widerspricht allerdings den empirischen Gegebenheiten.

## Kartographie des Satzes
In der kartographischen Syntax geht man daher davon aus, dass Abfolgebeschränkungen, wie z. B. die im Abschnitt Methodik beschriebene Abfolge von Adjektiven, fest in die Syntax einer Sprache eingebaut sind und dass alle Sprachen dieselbe Struktur aufweisen. Dies führt zu einer extrem reichhaltigen syntaktischen Struktur von der es wiederum zu erklären gilt, woher sie stammt.
Kartographische Strukturen auf Satzebene lassen sich wiederum an einem Beispiel illustrieren (das Beispiel stammt aus Bros & Hole (2017)).  Der zugegebenermaßen etwas komplizierte Nebensatz in (5) zeigt die Abfolge von vier Kategorien an, die in vielen Sprachen der Welt zu finden sind. Der Ausdruck ihr Fahrrad reparieren beschreibt den Vorgang, das Event, um den es im Satz geht. Danach folgt eine ability-Kategorie, die durch das Modalverb können zum Ausdruck gebracht wird. Paula, so vermutet die Sprecherin, war dazu in der Lage, ihr Fahrrad zu reparieren. Anschließend folgt das Hilfsverb haben, das (etwas vereinfacht dargestellt) der Tempusmarkierung dient und schließlich ein weiteres Modalverb, das ausdrückt, dass die Sprecherin dies vermutet (es handelt sich um ein sogenanntes epistemisches Modalverb).
```
(5) ... weil Paula ihr Fahrrad reparieren(event) gekonnt(ability) haben(tense) muss(epistemic).
```

Wiederum lässt sich feststellen, dass die Abfolge dieser Kategorien sehr strikt ist. Es ist nicht möglich, die Abfolge der einzelnen Elemente zu vertauschen, ohne einen ungrammatischen Satz zu erhalten. Das interessante an diesem Beispiel ist, dass sich das Deutsche wie ein Spiegelbild zu anderen Sprachen zu verhalten scheint. Dies lässt sich anhand des Englischen illustrieren. Der Satz in (6) ist eine Übersetzung des Satzes in (5).
```
(6) ... because Paula must(epistemic) have(tense) been able(ability) to repair her bike(event).
```

Wie am Beispiel zu sehen, ist die Anordnung der Kategorien exakt dieselbe wie im Deutschen, nur in umgekehrter Reihenfolge. Innerhalb der kartographischen Syntax werden solche Daten als Beleg herangezogen, dass Satzstrukturen sprachübergreifend fest gegliedert und nicht chaotisch oder zufällig sind. In der Kartographie wird also angenommen, dass alle Sprachen der gleichen Karte folgen. Wie diese ausgedrückt wird, kann allerdings variieren (z. B. von links nach rechts oder von rechts nach links).

## Linke Peripherie des Satzes
Seit den Anfängen der Kartographie war die Untersuchung der linken Peripherie des Satzes, auch initiale Peripherie genannt, von besonderem Interesse. Die Struktur eines syntaktischen Satzes setzt sich aus drei Ebenen zusammen. Diese Ebenen sind die V-Projektion (Verb), die den lexikalischen Inhalt des Satzes enthält, die I-Projektion (Flexion), sowie die C-Projektion (Complementizer), die eine Verbindung zu einem Matrixsatz oder zum Diskurs herstellt. Die linke Peripherie bezieht sich auf die C-Projektion. Es wurde vorgeschlagen, dass die linke Peripherie eine strukturell reichhaltige Ebene ist, die viele unterschiedliche syntaktische Positionen aufweist.
Die Untersuchung der linken Peripherie des Satzes aus kartografischer Sicht fokussierte sich zunächst auf das Italienische. Es wurde festgestellt, dass verschiedene Complementizer unterschiedliche Reihenfolgen haben, wenn ein Topik-Element hinzugefügt wird. So ist beispielsweise der deklarative Complementizer che (Beispiel (7a)) in verschiedenen Dialekten sowohl vor als auch nach dem Topic-Element zulässig, während der infinitivische Complementizer di (Beispiel (7b)) immer nach dem Topic-Element steht.
```
(7) a. Ho       deciso      che, la  macchina, la comprerò         quest’anno.
       Ich-habe entschieden dass das Auto      es kaufen-werde-ich dieses Jahr
```

```
       „Ich habe entschieden, dass ich das Auto dieses Jahr kaufen werde.“
```

```
    b. Ho       deciso,     la  macchina, di comprarla quest’anno.
       Ich-habe entschieden das Auto      zu kaufen-es dieses Jahr.
```

```
       „Ich habe entschieden, das Auto dieses Jahr zu kaufen.“
```

che entspricht dabei der funktionellen Kategorie Force und di der funktionellen Kategorie Fin. Ein Force-Merkmal selegiert einen deklarativen, interrogativen oder exklamativen Satz, während das Fin-Merkmal nach Rizzi & Bocci (2017) den finiten oder nicht-finiten Charakter des Satzes ausdrückt, indem es in der Finitheit mit der finiten oder nicht-finiten Morphologie des satzinternen Prädikats übereinstimmt. Diese Beobachtung führte zu einer einfachen Zuordnung der funktionellen Merkmale auf drei verschiedene Köpfe und zu der Schlussfolgerung, dass die C-Projektion eine komplexe Struktur aufweist, da che und di verschiedene Positionen in diesem Bereich belegen.
```
(12)
Force
  Top
    Fin
```

Ein weiteres Merkmal, dass Rizzi (1997) bei seiner Analyse berücksichtigte, war Fokus. In den romanischen Sprachen befindet sich der Fokus normalerweise am linken Rand des Satzes. Es hat sich gezeigt, dass seine Position im Verhältnis zum Topik recht flexibel ist und mehrere Topik-Elemente in einer unbeschränkten Reihenfolge um den Fokus herum möglich sind (unter entsprechendem Kontext). Die Standardreihenfolge ist in (13b) zu sehen:
```
(13) a. Credo      che,  al  presidente, QUESTO,     nella  riunione    di  domani, gli dovreste    dire.
        Ich-glaube dass  zum Präsidenten DIES(Fokus) in-der Versammlung von morgen  ihm solltest-du sagen
```

```
       „Ich glaube, dass du zum Präsidenten DIES in der morgigen Versammlung sagen solltest.“.
```

```
     b. Force
          Top*
            Foc
              Top*
                Fin
                  IP
```

Das interrogative Element se hat eine ähnlich flexible Reihenfolge um Top, d. h., es kann sowohl vor als auch nach Top stehen. Es muss allerdings an einer höheren Position als Foc stehen. Es ergibt sich also die Struktur in (14):
```
(14)
```

```
Force
  Top*
    se
      Foc
        Top*
          Fin
            IP
```

Eine Erklärung dafür ist die Tatsache, dass syntaktische Merkmale die C-Projektion in Ebenen unterteilen. So würde das Force-Merkmal, das durch den Complementizer che repräsentiert wird, zum oberen Teil der C-Projektion gehören, das Interrogativ-Element se zum mittleren Teil und der Complementizer di zum unteren Teil.